# Colombo-Familie
Die Colombo-Familie (Colombo Crime Family), einstmals bekannt als Profaci-Familie, ist eine italo-amerikanische Mafiafamilie der amerikanischen Cosa Nostra und die jüngste der sogenannten Fünf Familien von New York City, welche dort die organisierte Kriminalität in weiten Teilen beherrschen.

## Geschichte der Colombo-Familie

### Joe Profaci

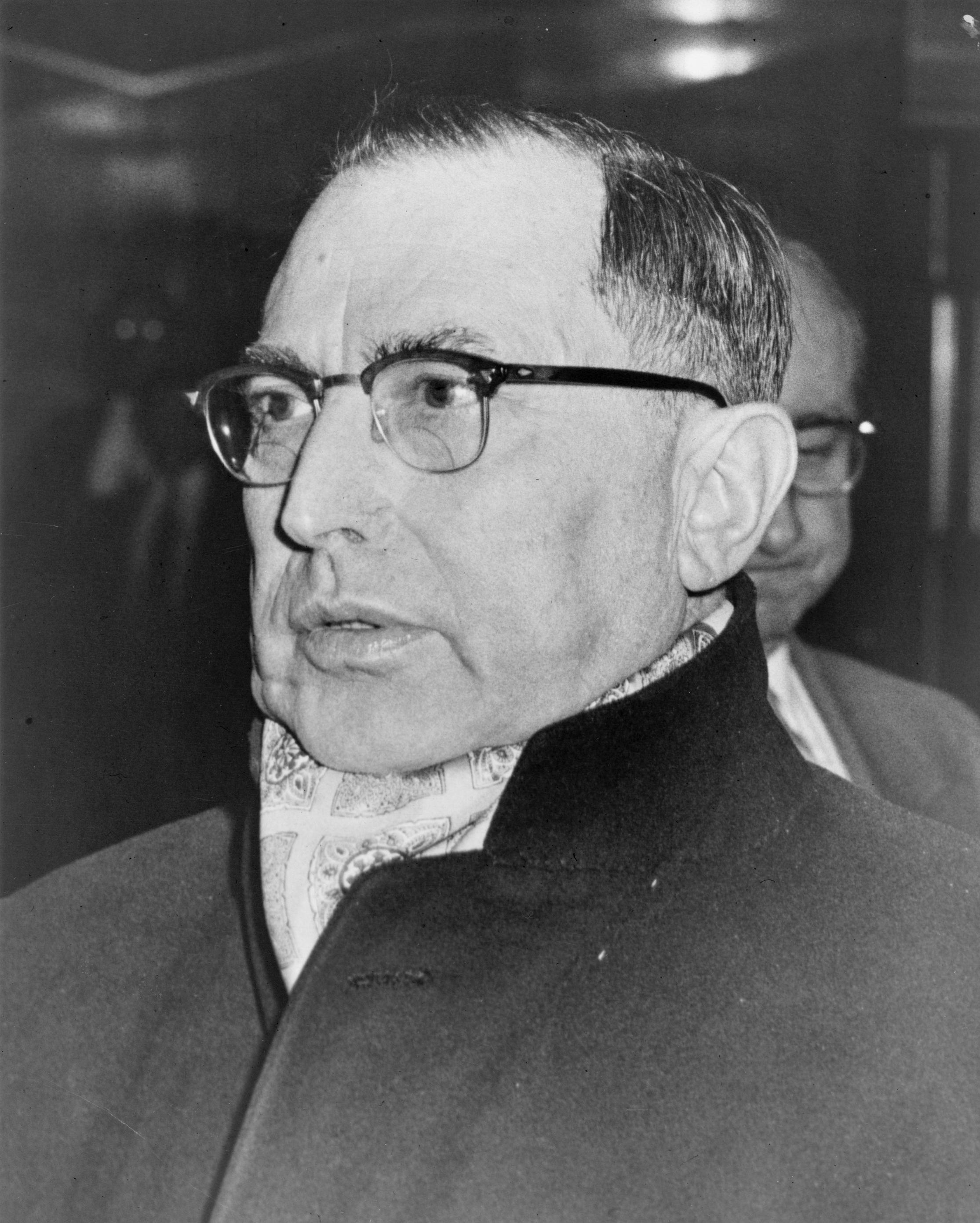
Joseph Profaci

Die Ermordungen von Joe Masseria und Salvatore Maranzano im April 1931 setzten den Schlussstrich im sogenannten Krieg von Castellammare. Nach diesen Auseinandersetzungen strukturierte sich die US-amerikanische Mafia neu. In New York formte sich die im Prinzip noch heute gültige Form der fünf Familien. Diese Familien trugen die Namen ihrer jeweiligen Oberhäupter und wurden später als Bonanno, Colombo, Gambino, Genovese und Lucchese bekannt.
Viele Bosse des „alten Schlages“ wurden während der Zeit der Neustrukturierung durch Charles „Lucky“ Luciano beseitigt oder an den Rand gedrängt, doch Joe Profaci gelang es, an der Macht zu bleiben, was zum Teil wohl auch auf seine guten Verbindungen zu Joseph Bonanno zurückzuführen war. Sein hauptsächlicher Rivale war die Gambino-Familie.
Profacis Führungsstil war gezeichnet durch seinen Geiz und durch die hohen Steuern („Schwarze Kasse“), die er den Mitgliedern seiner Familie auferlegte. Unter Joe Profaci ging die Familie mit Sitz in Brooklyn den üblichen illegalen Aktivitäten, wie insbesondere Erpressung, Kreditbetrug, Prostitution und Glücksspiel nach. Später kam Drogenhandel hinzu.
Wie bei den meisten anderen Mafiafamilien auch waren die illegalen Aktivitäten der Colombo-Familie durch legale Geschäfte getarnt; Profaci galt z. B. als der „Olivenkönig“, da er den Import von Olivenöl – insbesondere natürlich aus Italien – dominierte, was ihn zu einem typischen „Mustache Pete“ machte. Aus diesen Handelsaktivitäten resultierte auch sein Spitzname „Don Peppino“. Bis in die späten 1950er Jahre war Joe Profaci unbestrittenes Oberhaupt der Familie.

### Die Gebrüder Gallo
Letztendlich führte jedoch der aufkeimende Ärger einiger Untergebener über Profacis wachsende Gier zu Konflikten, welche über Jahrzehnte andauern sollten. Carlo Gambino begann damit, die Mitglieder der rivalisierenden Familie untereinander aufzuhetzen, um die Allianz zwischen Profaci und Bonanno zu untergraben.
Die Brüder Larry Gallo, Joey „Crazy Joe“ Gallo und Albert Gallo, deren Gang zu Profacis Organisation zählte, willigten schließlich in Gambinos Pläne ein, nachdem Profaci – welcher sich des Öfteren ausgiebig am Profit der Brüder bedient hatte – angeordnet hatte, das Mitglied Frank Abbatemarco zu ermorden.
Im Februar des Jahres 1961 kidnappten die Gallos einige prominente Mitglieder der Familie, unter anderem auch den Unterboss Joseph Magliocco und den Capo Joseph Colombo. Für die Freilassung der Geiseln forderten sie im Gegenzug Änderungen in der Aufteilung der Profite innerhalb der Gruppierungen. Profaci willigte zunächst ein, ließ das Angebot jedoch kurze Zeit später von seinem Consigliere Charles Locicero zurückziehen. So gewann Joe Profaci Zeit, um seinen Gegenschlag zu planen. Das Gallo-Mitglied Joseph Gioelli wurde von Profacis Männern im September des Jahres ermordet. Ein Anschlag auf Larry Gallo in einer Bar in South-Brooklyn wurde von Polizisten verhindert. Besondere Bedeutung bei diesem Anschlag im August 1961 kam Carmine Persico zu, welcher zuvor mit den Gallo-Brüdern zusammengearbeitet hatte (unter anderem bei den Entführungen zu Beginn des Jahres), jedoch schon bald die Seiten zurück zu Profaci wechselte. Das geplante Treffen mit Larry Gallo, bei dem dieser ermordet werden sollte, wurde unter dem Vorwand vereinbart, dass Persico wieder zu den Gallo-Brüdern überlaufen wollte. Diese Attacke sowie die wechselnden Loyalitätseinstellungen bildeten den Ursprung des Spitznamens „The Snake“ (dt. die Schlange), welchen Persico erhalten sollte. Die Gallo-Brüder attackieren daraufhin wiederholt Profacis Männer und es entbrannte ein regelrechter Krieg zwischen den beiden Fraktionen.
Die Gallos waren damit für zwei Kriege innerhalb der Colombo-Familie verantwortlich, die beide in Niederlagen für die Brüder endeten.

### Profacis Tod
In den Jahren 1961/62 forderten drei Oberhäupter der anderen Fünf Familien den Rücktritt von Profaci als Boss; ausgenommen Joseph Bonanno, dessen Sohn Salvatore „Bill“ Bonanno mit einer Nichte von Profaci verheiratet war und der am Bündnis mit Profaci festhielt. Der gesundheitliche Zustand von Profaci verschlechterte sich jedoch, und am 6. Juni 1962 erlag er einem Krebsleiden.
Als sein Nachfolger wurde mit Unterstützung von Joseph Bonanno Profacis Schwager Joseph Magliocco ernannt, der Profacis Linie treu bleiben wollte, eine Tatsache, die den Gallo-Brüdern nicht zusagte. Sie wollten trotz des Wechsels an der Spitze der Familie die Kämpfe nicht beenden. Zwei von Maglioccos Männern, Hugh McIntosh und Carmine Persico, wurden von den Brüdern attackiert, sie überlebten jedoch die Angriffe. Daraufhin wurde die Gallo-Gruppe zerschlagen. Einige Mitglieder wurden verraten und landeten wegen ihrer kriminellen Machenschaften hinter Gittern, zwei andere wurden durch einen Vergeltungsschlag von Maglioccos Männern getötet. Der Kopf der Truppe, Joey Gallo, saß zu dieser Zeit selbst im Gefängnis und konnte daher nicht eingreifen.

### Magliocco
Nachdem die Gallos aus dem Weg geräumt waren, konnte Magliocco seine Position stabilisieren und blieb Kopf der Familie. Unterdessen hatte sich Joseph Bonanno das Ziel gesetzt, die Oberhäupter der Gambino- und Lucchese-Familie ermorden zu lassen, um so zusammen mit Magliocco das National Crime Syndicate zu dominieren. Des Weiteren wird vermutet, dass auch der Buffalo-Boss Stefano Magaddino zum Ziel werden sollte. Hintergrund dieses Plans spielte der Fakt, dass Carlo Gambino und Tommy Lucchese die verweigerte Anerkennung durch die Gallos als Vorwand nutzten, Magliocco einen Sitz in der Kommission zu verweigern. Daher war die geplante Attacke Bonannos sein Versuch, das Gleichgewicht, welches sich zu seinen Ungunsten verschoben hatte, wiederherzustellen.
Joseph Colombo war damit beauftragt, Bonnanos Pläne in die Tat umzusetzen. Doch anstatt sie zu töten, erzählte er Carlo Gambino und Tommy Lucchese von Bonnanos Absichten. Daraufhin sollten sich Bonanno und Magliocco der Kommission des National Crime Syndicate stellen. Joseph Bonanno tauchte unter, Magliocco stellte sich und gestand seine Pläne. Er wurde von den anderen Bossen zu einer Strafe von 50.000 US-Dollar verurteilt und musste als Boss der Familie zurücktreten.
Joseph Magliocco starb bald darauf am 28. Dezember 1963 an einem Herzinfarkt aufgrund zu hohen Blutdrucks.

### Die Colombo-Ära
Auf Grund seiner bewiesenen Loyalität und weil Gambino annahm, ihn leicht kontrollieren zu können, wurde nun Joseph Colombo der neue Boss der Familie. Um sich von der konfliktreichen Vergangenheit abzugrenzen, wurde der Familienname geändert. Mit nur 41 Jahren wurde Colombo so zu dem zu diesem Zeitpunkt jüngsten Oberhaupt einer der großen Mafiafamilien. Colombo gründete Ende der 1960er die Italian-American Civil Rights League. Dieser Verein sollte die Vorurteile, alle Italiener wären Mitglieder der amerikanischen Cosa Nostra, bekämpfen und prangerte die angeblich italienerfeindliche Haltung des FBI, das die Bedeutung der Mafia weit übertreibe, an. Die Gründung war natürlich nicht uneigennützig, denn durch diese Fassade sollten die illegalen Aktivitäten vor der Öffentlichkeit verdeckt werden.
Im Februar 1971 wurde Joey Gallo aus dem Gefängnis entlassen, und vier Monate später, am 28. Juni wurde Colombo auf einer Kundgebung der Italian-American Civil Rights League, welche als zweiter „Italian-American Unity Day“ proklamiert worden war (die erste fand unter großem Anklang am 29. Juni 1970 auf dem Columbus Circle statt), von dem Gangster Jerome Johnson angeschossen. Er fiel daraufhin in ein Wachkoma, aus dem er bis zu seinem Tode im Jahre 1978 nicht mehr erwachen sollte.
Der Attentäter wurde direkt nach der Tat von Colombos Begleitern erschossen. Es wird angenommen, dass Joey Gallo den Anschlag auf Colombo in Auftrag gegeben hatte, jedoch konnte das nie mit Sicherheit geklärt werden, da „Crazy Joe“ Gallo selbst am 7. April 1972, seinem 43. Geburtstag, erschossen wurde. Dieser Anschlag wird von vielen als Racheakt durch Colombo-Mitglieder angesehen, die den heimtückischen Mord an ihrem ehemaligen Anführer sühnen wollten. Andere Quellen behaupten, dass die Kommission selbst den Mord an Joe Colombo in Auftrag gegeben habe, da dieser durch seine Tätigkeit in der Italian-American Civil Rights League zu viel öffentliche Aufmerksamkeit auf sich gezogen und damit die gesamte Mafia gefährdet hätte.

### „Deep Throat“ – Die Colombo-Familie und die Filmindustrie
Deep Throat, ein US-amerikanischer Pornofilm von Gerard Damiano, wurde im Jahre 1972 gedreht. Der Produzent des Streifens, Luis „Butchie“ Peraino, war Vollmitglied der Colombo-Familie, und die Produktionskosten von 22.500 US-Dollar wurden von der Colombo-Familie finanziert. Auch die gewaltigen Einspielerlöse – Schätzungen variieren zwischen ca. 100 Millionen, laut FBI, bis hin zu ca. 600 Millionen US-Dollar – flossen zum überwiegenden Teil zurück an die Familie.

### Die Familie unter Carmine Persico

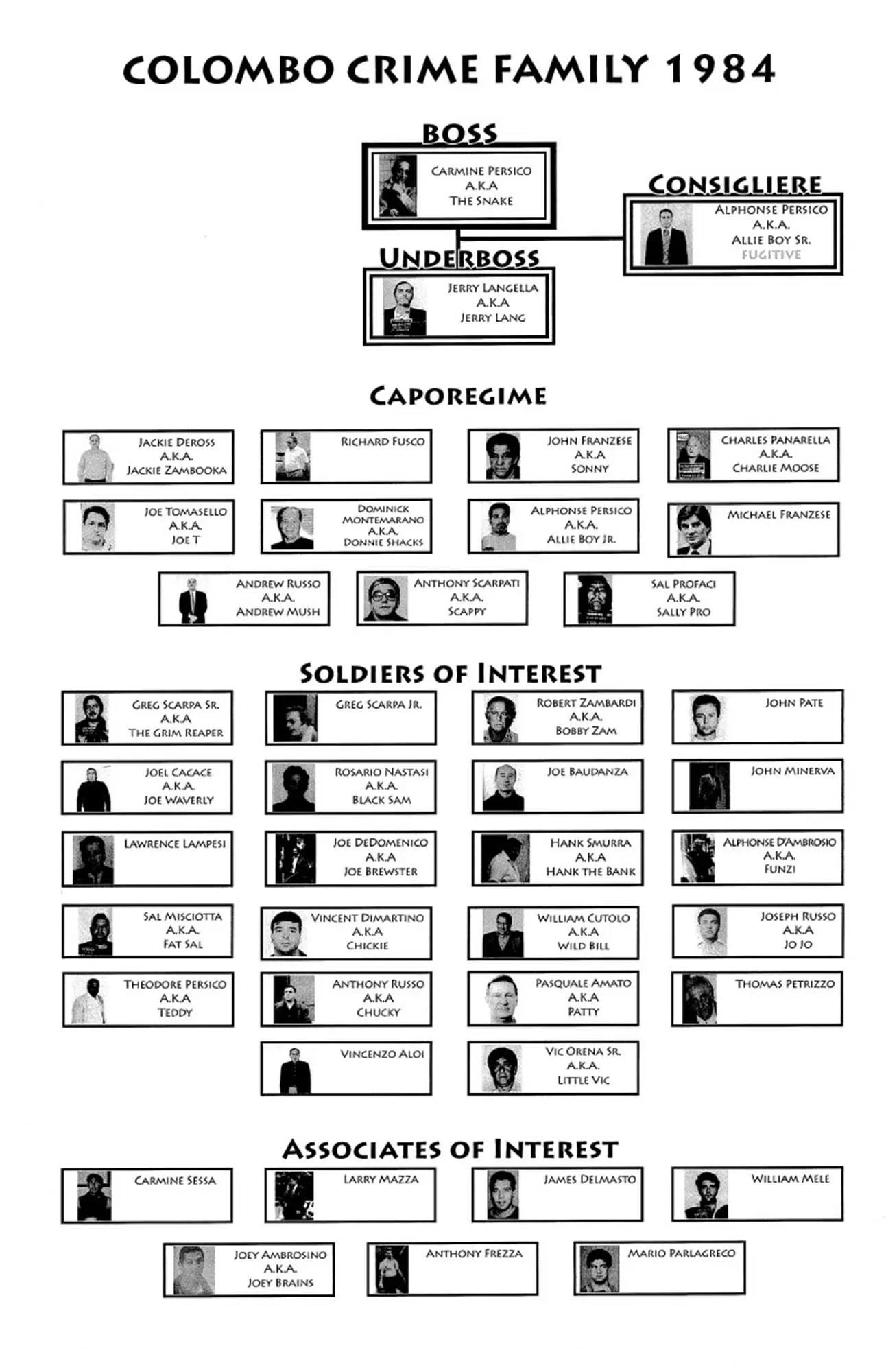
Organigramm der Colombo-Familie 1984.

Da Colombo durch das Attentat außerstande war, die Familie weiter anzuführen, wurde Thomas DiBella zum „Acting Boss“ erhoben. Jedoch trat er wegen gesundheitlicher Probleme 1977 von seiner Position zurück. Dieser Rücktritt hinterließ an der Spitze der Colombo-Familie eine große Lücke.
Carmine Persico wurde als Nachfolger gehandelt, jedoch war unklar, ob er trotz seiner vielen Haftstrafen, die er in den letzten 10 Jahren verbüßt hatte, der richtige Mann sein würde. Jedenfalls führte er die Familie vom Gefängnis aus, mit Hilfe seines Straßenbosses Gennaro „Jerry Lang“ Langella. Beide Männer wurden Mitte der 1980er im „Mafia Commission Trial“ angeklagt, und Persico wurde zu 100 Jahren Gefängnis verurteilt.
Trotz des Urteils leitete Persico die Familie weiter von seiner Gefängniszelle im „Lompoc Federal Penitentiary“ in Kalifornien aus. Er setzte verschiedene „Street Bosses“ ein; unter anderem seinen Cousin Vittorio „Vic“ Orena. Dieser jedoch wollte selbst an die Spitze der Familie, und so kam es zum Kampf zwischen den Befürwortern Orenas (zu denen unter anderem auch der „Acting Boss“ der Gambino-Familie, John Gotti, zählte) und Persicos Anhängern. Persicos Berater und Stellvertreter Carmine Sessa hatte einen Anschlag auf Orena angeführt, der jedoch fehlschlug. Im Namen seines Bosses forderte er anschließend die Kommission auf, in den Konflikt einzugreifen.
Doch von Seiten der Kommission kam es zu keiner Entscheidung, und so wurde Persicos Captain, Gregory Scarpa Sr, der zu diesem Zeitpunkt gerade mit seiner Familie unterwegs war, am 18. November 1991 in einen Hinterhalt gelockt. Dieser Angriff schlug jedoch fehl, und niemand wurde verletzt. Orenas Leute schlugen aber erneut zu und töteten den Persico-Befürworter Henry „Hank the Bank“ Smurra. Nachdem auf beiden Seiten weitere Männer ermordet worden waren, wurde auch die Polizei aufmerksam, welche damit begann, einige Mobster zu verhafteten. Im Jahre 1993 wurden Orena und Amato beide zu lebenslangen Haftstrafen verurteilt. Da Orena nun außer Gefecht gesetzt war, behauptete Persico seine Stellung innerhalb der Familie und leitete diese weiterhin aus dem kalifornischen Gefängnis.

### Gegenwart
Die Familie gilt aktuell als geschwächt, es wird angenommen, dass Carmine „Junior“ Persico auch aus dem Gefängnis immer noch die Fäden der Colombo-Familie zog. Laut Berichten wurden alle wichtigen Entscheidungen bis zu seinem Tod im Jahr 2019 immer noch von ihm beschlossen und durch wechselnde Führungskräfte (acting bosses) ausgeführt. Sein Tod schuf daher ein Machtvakuum. Das langjährige Familienmitglied Vincenzo „Vinny“ Aloi ist laut verschiedener Berichte derzeit der Consigliere der Colombo-Familie.
Alphonse „Little Allie Boy“ Persico sollte schrittweise die Rolle seines Vaters übernehmen. Er wurde jedoch im Dezember 2007 zusammen mit dem Unterboss John „Jackie“ DeRoss verurteilt, da „Little Allie Boy“ im Jahre 1999 angeordnet hatte, den Mafioso William Cutolo ermorden zu lassen. Im Oktober 2010 kehrte ein Untersuchungsteam des FBI an den Ort auf Long Island zurück, wo die Leiche von William Cutolo 2008 aufgefunden worden war, und sicherte weitere Beweise.
Thomas „Tommy Shots“ Gioeli, über den nicht viel bekannt ist, wurde als „Street Boss“ eingesetzt. Im Juni 2008 wurden bei einer groß angelegten Polizeiaktion neun führende Mitglieder der Colombo-Familie verhaftet, darunter auch Thomas Gioeli, angeblicher ein aktueller „Acting Boss“. Er wurde wegen diverser Raubüberfälle, Morde und Erpressung angeklagt, stritt die Vorwürfe jedoch ab und plädierte auf seine Unschuld.
Die momentane Stärke und genaue Größe der Familie ist unbekannt; sie konnte aber in letzter Zeit verhindern, weitere Mitglieder zu verlieren. Es wird daher vermutet, dass die Colombo-Familie sich derzeit im Wiederaufbau befindet, um wieder zur alten Stärke zu gelangen.

## Historische Führung

### Oberhaupt der Familie
Nicht immer ist das Oberhaupt einer Familie so eindeutig zu identifizieren; insbesondere, wenn durch eine Haftstrafe ein anderes Familienmitglied in den Vordergrund rückt. Die Betrachtung von außen macht es nicht immer einfach, ein neues Oberhaupt als solches zu erkennen bzw. dessen genaue Amtszeit festzustellen. Außerdem scheint sich gewissermaßen ein Präsidialsystem durchzusetzen; d. h. das Oberhaupt verlagert seine Macht mehr auf einen sogenannten „acting boss“ und/oder „street boss“, die ihrerseits wiederum das Oberhaupt als solches weiter anerkennen, auch wenn es zum Beispiel in Haft sitzen sollte.
| Zeitraum  | Name                      | Spitzname         | Lebensdaten | Todesursache                  | Anmerkung                                     |
| --------- | ------------------------- | ----------------- | ----------- | ----------------------------- | --------------------------------------------- |
| 1928–1962 | Giuseppe „Joseph“ Profaci | Joe, Don Peppino  | 1897–1962   | Krebs                         |                                               |
| 1962–1963 | Joseph Magliocco          | Joe Malyak        | 1898–1963   | Herzinfarkt                   | von der Kommission abgesetzt                  |
| 1964–1973 | Joseph Colombo            | Joe C.            | 1924–1978   | am 28. Juni 1971 angeschossen | 1971–1978 im Wachkoma ; Täter: Jerome Johnson |
| 1973–2019 | Carmine John Persico, Jr. | Junior, The Snake | 1933–2019   |                               | inhaftiert: 1973–1979, 1981–1984, 1985–2019   |

Acting Boss:
- 1971–1972: Joseph „Jo Yak“ Yacovelli; 1929–?; nach dem Mord an „Crazy Joe“ Gallo geflohen
- 1972–1973: Vincenzo „Vinny“ Aloi; 1923 – heute; 1973–1980er inhaftiert / wurde 1993 Consigliere
- 1973–1973: Joseph „Joey“ Brancato; 1973 für 5 Monate inhaftiert
- 1973–1979: Thomas „Tom the Old Man“ DiBella; wurde 1977 Consigliere
- 1981–1983: Alphonse „Allie Boy“ Persico; 1929–1989; Bruder von Carmine John Persico, Jr.; wurde 1983 erneut Consigliere
- 1983–1984: Gennaro Adriano „Gerry Lang“ Langella; 1938–2013; 1985–2013 inhaftiert (1981–1994 Consigliere)
- 1985–1987: Anthony „Scappy“ Scarpati; inhaftiert
- 1987–1991: Victor „Little Vic“ Orena; 1934 – heute; seit 1992 inhaftiert
- 1991–1993: Vakant – umkämpfte Führung während des dritten Familien-Krieges
- 1994–1996: Andrew „Andy Mush“ Russo; 1923 – heute; Cousin von Carmine John Persico, Jr.; wurde 1996 Street Boss
- 1996–heute: Alphonse „Little Allie Boy“ T. Persico; 1954 – heute; Sohn von Carmine John Persico, Jr.; seit 2000 inhaftiert

Street Boss (Front Boss):
- 1987–1987: (Gremium) —
  - Benedetto „Benny“ Aloi; 1935–2011; Bruder von Vincenzo Aloi
  - Vincent „Jimmy“ Angelino
  - Joseph T. „Joe T“ Tomasello; 1926–2006
- 1991–1993: Joseph T. „Joe T“ Tomasello
- 1993–1994: (Gremium) —
  - Joseph T. „Joe T“ Tomasello
  - Theodore „Teddy“ Persico, Sr.; 1937 – heute ; Bruder von Carmine John Jr. und „Allie Boy“ Persico
  - Joseph Baudanza
- 1994–1996: Alphonse „Little Allie Boy“ T. Persico; wurde 1996 Acting Boss
- 1996–1999: Andrew „Andy Mush“ Russo; 1999–2005 inhaftiert / ab 2010 erneut Street Boss
- 2000–2003: Joel „Joe Waverly“ J. Cacace, Sr.; 1941 – heute; seit 2003 inhaftiert (1999–2008 Consigliere)
- 2003–2008: Thomas „Tommy Shots“ Salvatore Gioeli; 1952 – heute; seit 2008 inhaftiert
- 2008–2009: Ralph F. DeLeo; 1943 – heute; seit 2009 inhaftiert
- 2009–2010: Theodore „Teddy Boy“ Persico, Jr.; 1964 – heute; Sohn von Theodore Persico, Sr. ; inhaftiert
- 2010 – heute: Andrew „Andy Mush“ Russo; seit 2013 inhaftiert

### Underboss der Familie
Der Underboss ist die Nummer zwei in der Verbrecher-Familie, er ist der stellvertretende Direktor des Syndikats. Er sammelt Informationen für den Boss, gibt Befehle und Instruktionen an die Untergebenen weiter. In Abwesenheit des Bosses führt er die kriminelle Gruppe.
| Zeitraum  | Name                     | Spitzname       | Lebensdaten | Todesursache                     | Anmerkung |
| --------- | ------------------------ | --------------- | ----------- | -------------------------------- | --- |
| 1928–1962 | Joseph Magliocco         | Joe Malyak      | 1898–1963   | Herzinfarkt                      | wurde 1962 Boss                                                                                               |
| 1962–1963 | Salvatore Musacchio      | Sally the Sheik | 1905–1972   |                                  | Schwager von Joseph Magliocco                                                                                 |
| 1963–1967 | John Franzese, Sr.       | Sonny           | 1917–2020   |                                  | 1970–1978, 1986–1991 und wieder bis 2010 und bis 2017 inhaftiert, 100-jährig Juni 2017 im Rollstuhl entlassen |
| 1967–1971 | Charles Mineo            | Charlie Lemons  |             |                                  | zurückgetreten                                                                                                |
| 1971–1973 | Sebastian Aloi           | Buster          |             |                                  | Vater von Vincenzo und Benedetto Aloi                                                                         |
| 1973–1977 | Anthony Abbatemarco      | Tony Shots      | 1922–????   |                                  | 1977 verschwunden                                                                                             |
| 1977–1981 | Alphonse Persico         | Allie Boy       | 1929–1989   | Krebs                            | wurde 1981 Acting Boss                                                                                        |
| 1981–1994 | Gennaro Adriano Langella | Gerry Lang      | 1938–2013   | natürlicher Tod                  | 1985–2013 inhaftiert                                                                                          |
| 1994–1999 | Joel J. Cacace, Sr.      | Joe Waverly     | 1941–heute  |                                  | wurde 1999 Consigliere                                                                                        |
| 1999–1999 | William Cutolo           | Wild Bill       | 1949–1999   | wurde am 26. Mai 1999 erschossen | Drahtzieher: Alphonse T. Persico und John J. DeRoss                                                           |
| 1999–2004 | John J. DeRoss           | Jackie Zambooka | 1937–heute  |                                  | seit 2002 inhaftiert                                                                                          |
| 2004–2020 | John Franzese, Sr.       | Sonny           | 1917–2020   |                                  | schon 1963–1967 Underboss (siehe oben); bis 2010 und 2011–2017 inhaftiert                                     |

Acting Underboss
- 1973–1975: Andrew „Andy Mush“ Russo ; wurde 1994 Acting Boss
- 1983–1987: John „Sonny“ Franzese, Sr. ; 1917–2020 ; 1986–1991 und später wiederholt inhaftiert / seit 2004 erneut Underboss
- 1987–1987: Benedetto „Benny“ Aloi ; wurde 1988 Acting Consigliere
- 1993–1999: Benedetto „Benny“ Aloi ; 1991–2009 inhaftiert
- 2001–2003: Thomas „Tommy Shots“ Salvatore Gioeli ; wurde 2003 Street Boss
- 2008–2009: Theodore „Teddy Boy“ Persico, Jr. ; wurde 2009 Street Boss
- 2009–2011: Benjamin „The Claw“ Castellazzo ; *1939–heute ; seit 2011 inhaftiert

### Consigliere der Familie
Auf derselben Ebene wie der Underboss steht der Consigliere, der Berater der kriminellen Familie. Es handelt sich meist um ein älteres Mitglied der Familie, das in seiner kriminellen Karriere die Stellung des Bosses nicht erreicht und sich nun teilweise von der aktiven kriminellen Tätigkeit zurückgezogen hat. Er berät den Boss und den Underboss und hat dadurch einen beträchtlichen Einfluss und erhebliche Macht.
| Zeitraum   | Name                   | Spitzname         | Lebensdaten | Todesursache    | Anmerkung                            |
| ---------- | ---------------------- | ----------------- | ----------- | --------------- | ------------------------------------ |
| 1931–1954  | Salvatore Profaci      |                   | 1905–1954   | Bootsunfall     | Bruder von Giuseppe „Joseph“ Profaci |
| 1954–1963  | Carlaggero LoCicero    | Charles the Sidge | ????–1968   | 1968 ermordet   |                                      |
| 1963–1969  | Benedetto D'Alessandro |                   |             |                 |                                      |
| 1970–1973  | Joseph Yacovelli       | Jo Yak            | 1929–????   |                 | wurde 1971 Acting Boss               |
| 1973–1977  | Alphonse Persico       | Allie Boy         | 1929–1989   | Krebs           | wurde 1977 Underboss                 |
| 1977–1983  | Thomas DiBella         | Tom the Old Man   |             |                 | zurückgetreten                       |
| 1983–1988  | Alphonse Persico       | Allie Boy         | 1929–1989   | Krebs           | 1982–1987 flüchtig                   |
| 1988–1993  | Carmine Sessa          | Carmine Marletta  | 1951–heute  |                 | 1993–1997 inhaftiert                 |
| 1993–1999  | Vincenzo Aloi          | Vinny             | 1923–heute  |                 |                                      |
| 1999–2008  | Joel J. Cacace, Sr.    | Joe Waverly       | 1941–heute  |                 | wurde 2003 Street Boss               |
| 2008–2011  | Richard Fusco          | Ritchie Nerves    | 1936–2013   | natürlicher Tod | 2011–2013 inhaftiert                 |
| 2011–heute | Thomas Farese          | Tom Mix, Mr. T    | 1943–heute  |                 |                                      |

Acting Consigliere
- 1987–1988: Vincent „James“ Angellino
- 1988–1991: Benedetto „Benny“ Aloi ; wurde 1993 erneut Acting Underboss
- 2001–2004: Ralph „Ralphie“ Lombardo ; *1930
- 2004–2008: Vincenzo „Vinny“ Aloi

## Filme und Dokumentationen
- 1991: Die wahren Bosse – Ein teuflisches Imperium (Mobsters): Film über den Krieg von Castellammare, der Gründung der Fünf Familien und des National Crime Syndicate’s.
- 2014: Im Netz der Mafia – Die Geheimakten des FBI (Mafia’s Greatest Hits): britische 13-teilige Dokumentationsserie (Folge 3: Der Aktivist: Joe Colombo)
- Die „Colombos“ finden Erwähnung in der Serie Die Sopranos (Staffel 1, Folge 4 und Staffel 6, Folge 20).